# Paraquat
Paraquat ist ein Unkrautbekämpfungsmittel. Es ist eine quartäre Ammoniumverbindung aus der Familie der Bipyridin-Herbizide, die als Kontaktherbizid eingesetzt wird. Paraquat wurde 1955 von Imperial Chemical Industries entwickelt, deren Agrarsparte heute Teil von Syngenta ist, und kam 1962 erstmals unter dem Handelsnamen Gramoxone auf den Markt.
Es ist wegen seiner hohen Humantoxizität in vielen Ländern verboten, in einigen Ländern (u. a. USA, Japan, Neuseeland) jedoch erlaubt.

## Synthese
Paraquat kann durch Reaktion von 4,4′-Bipyridin und Methylchlorid gewonnen werden. Ersteres entsteht durch Kupplung von Pyridin mit Natrium in flüssigem Ammoniak und Dehydrierung mit Sauerstoff.

## Eigenschaften

Oxidation/Reduktion von Paraquat

In wässrigen Lösungen nimmt das Paraquat-Kation in einer reversiblen Reaktion Elektronen auf. Das dabei entstehende Radikal färbt die Lösung kräftig violett; daher wird die Verbindung gelegentlich als Methylviologen bezeichnet.

## Wirkungsweise

Z-Schema der Photosynthese mit möglichen Angriffspunkten für Herbizide, Paraquat oben rechts

Paraquat wird, insbesondere bei feucht-warmem Klima, sehr schnell durch Pflanzenoberflächen absorbiert. In den Chloroplasten werden Elektronen vom Photosystem I auf das Paraquat-Kation übertragen, das dadurch zum Paraquat-Radikal wird. Das Radikal gibt sein überschüssiges Elektron an ein Sauerstoffmolekül ab, es entsteht Hyperoxid. Hyperoxide sind chemisch sehr reaktiv und zerstören ungesättigte Fettsäuren in den Chloroplasten- und Zellmembranen. Da das Kation durch Elektronen immer wieder zum Radikal reduziert wird, setzt sich dieser Vorgang fort, bis das Photosystem zerstört ist.
Die Zellmembran wird porös und es kommt zu Wasserverlust. Die Pflanzen vertrocknen bei sonnigem Wetter innerhalb weniger Stunden.

## Verwendung

### Pflanzenschutz

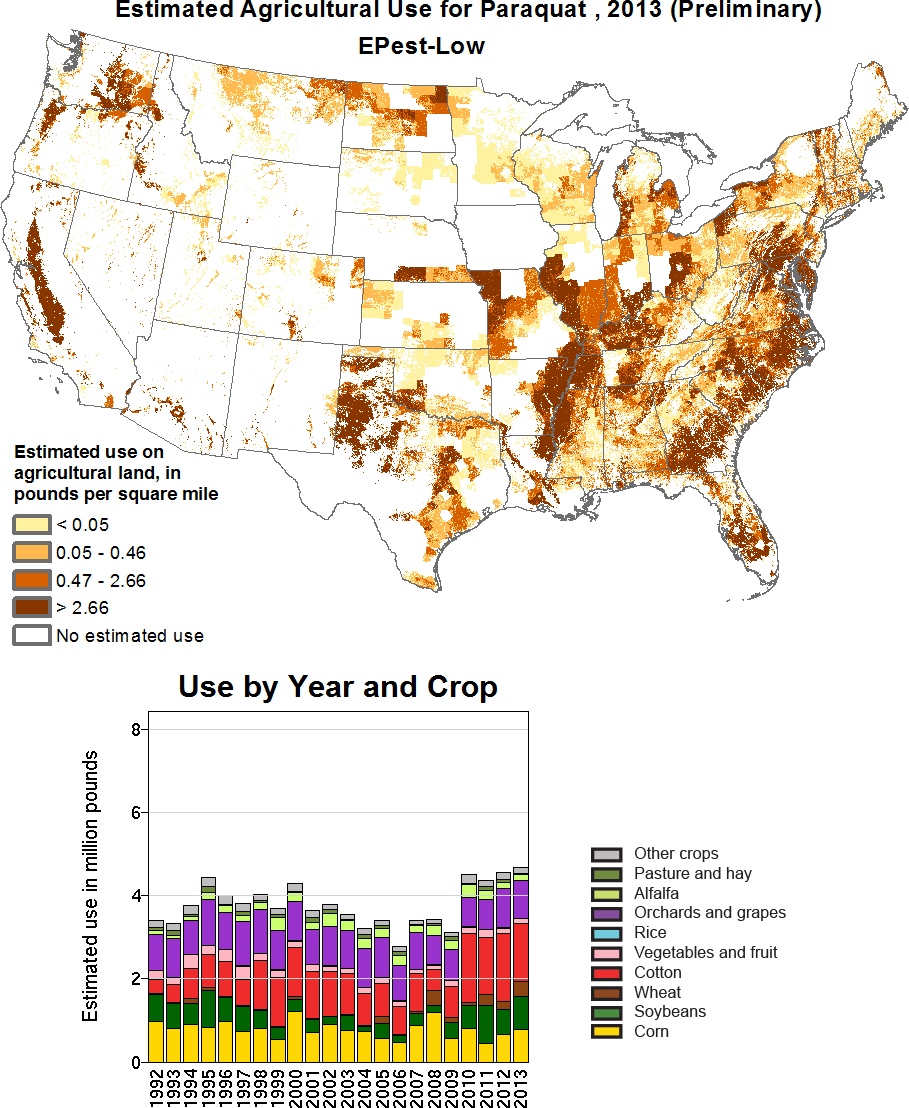
Verwendung in den USA (2013)

Paraquat wird gegen breitblättrige Pflanzen und Gräser eingesetzt. Da es die Rinde von Bäumen nicht durchdringt, kann es zur Unkrautbekämpfung in Obst- und Weingärten sowie beispielsweise in Kaffee-, Tee-, Ölpalmen- oder Bananenplantagen verwendet werden. Trotz seines häufigen Einsatzes gibt es nur wenige Fälle von Paraquat-Resistenz bei Unkräutern.
Seiner hohen Toxizität wegen ist Paraquat unter anderem in der EU und in der Schweiz seit langem verboten. In den USA wird Paraquat noch verwendet, in China wird es sukzessive aus dem Verkehr gezogen.
Problematisch ist der Einsatz von Paraquatpräparaten durch Kleinbauern in Entwicklungsländern, die Pflanzenschutzmittel oft ohne die notwendigen Schutzmaßnahmen anwenden. So werden die Mittel häufig unsachgemäß gelagert. Es wird keine Schutzbekleidung zur Verfügung gestellt und getragen. Oft wird sogar barfuß und in nicht körperbedeckender Kleidung gearbeitet. Kinder sind bei der Feldarbeit anwesend und Mindestabstände zu Gewässern werden mangelhaft oder gar nicht eingehalten. Die Folgen sind teils schwere und chronische Erkrankungen. Ein Grund für die unsachgemäße Verwendung ist, dass die Benutzungshinweise für viele der Anwender unverständlich sind, da sie nicht lesen können oder eine andere Sprache sprechen. Entwicklungspolitische Organisationen werfen den Herstellern vor, sich nicht für eine Verbesserung der Situation einzusetzen, da dies den Umsatz beeinträchtigen könne.

### Schutz vor Wald- und Buschbränden
In Südafrika werden mithilfe von Paraquat Brandschneisen freigehalten, um Wald- und Buschbränden vorzubeugen.
Paraquat wird auch verwendet, um Pflanzenmaterial schneller trocknen zu können. Beispielsweise führt es dazu, dass Ernterückstände nach dem Anbau von Ananas schneller trocknen und eher verbrannt werden können.

## Umweltwirkungen
Die Giftigkeit für Fische ist von der Fischart und der Wasserhärte abhängig; eine Bioakkumulation wird bei Wassertieren nicht beobachtet.
Im Boden wird Paraquat von Tonmineralen und Humus gut absorbiert und daher kaum ausgewaschen. Durch die starke Adsorption wird die schädigende Wirkung von Paraquat abgepuffert, andererseits kann es so viele Jahre im Boden erhalten bleiben. Die Halbwertszeit (DT50-Wert) wird von der FAO mit 1000 Tagen angegeben. Auf der Oberfläche von Pflanzen und unter Lichteinwirkung werden Paraquatrückstände hingegen rasch zersetzt.
Paraquat ist nicht bienengefährlich; Für Vögel scheint Paraquat nur mäßig giftig zu sein.
Paraquat adsorbiert leicht an Oberflächen (Sediment, Schwebstoffe) und wird nur langsam abgebaut.

## Zulassung
Paraquat ist weltweit in rund 100 Ländern zugelassen (darunter USA und Kanada, Australien, Japan, Neuseeland). Es ist mittlerweile in über fünfzig Nationen verboten. Schweden verbot Paraquat 1983, die Schweiz 1989, in der EU gibt das Verbot seit 2007. In der Schweiz hatte Syngenta jahrelang behauptet, Paraquat wegen fehlender Nachfrage vom Markt genommen zu haben. Der Bundesrat widersprach dieser Darstellung im Jahr 2002. Die Nichtregierungsorganisation Erklärung von Bern veröffentlichte 2011 ein Interview mit Urs Niggli, der bei der Forschungsanstalt Wädenswil für die Bewilligung zuständig war. Demnach hatte die Maag AG (heute Syngenta) in den 1980er-Jahren versucht, Paraquat in der Schweiz wieder auf den Markt zu bringen. Die Forschungsanstalt Wädenswil lehnte das Gesuch aus toxikologischen und ökotoxikologischen Gründen ab. Nach dem Großbrand von Schweizerhalle zog die Maag AG den Einspruch gegen diese Entscheidung zurück.
Der Europäische Gerichtshof hob am 11. Juli 2007 in erster Instanz die Zulassungsrichtlinie für Paraquat auf. Im Oktober 2007 wurde von Syngenta ein Wiederzulassungsantrag vorbereitet. Im Februar 2009 entschied sich dann Syngenta aus wirtschaftlichen Gründen, keinen neuen Antrag zu stellen. Am 1. April 2011 empfahl das „Chemical Review Committee“ der UNEP-/FAO-Rotterdam-Konvention die Aufnahme von Gramoxone® Super (Wirkstoff: 200 g Paraquat/L) in die „Prior Informed Consent (PIC) procedure“ der Rotterdam-Konvention. Jedoch wurde die Aufnahme in die PIC-Liste an der Vertragsparteienkonferenz von März/April 2013 von Guatemala und Indien blockiert. Die Diskussion wurde auf die nächste Vertragsparteienkonferenz im Jahr 2015 auf verschoben. Seit dieser wurde die Entscheidung immer weiter vertagt, sodass das Thema Gegenstand der nächsten Vertragsparteienkonferenz im Jahr 2022 sein wird.
Ein juristisches Gutachten aus dem Jahr 2011, welches im Auftrag des European Center for Constitutional and Human Rights (ECCHR) und der Erklärung von Bern (EvB) erstellt wurde, kommt zum Schluss, dass Syngenta mit dem Verkauf seines Herbizids Paraquat in Entwicklungsländern elementare Menschenrechte missachtet. Seit Anfang 2021 ist der Export von Paraquat aus der Schweiz verboten.
Brasilien beschloss 2017, Paraquat aufgrund seiner gesundheitsschädigenden Wirkung mit einer dreijährigen Übergangsfrist zu verbieten.

## Toxikologie
Die LD50 bei Ratten liegt bei 57–87 mg/kg Körpergewicht, für den Menschen wird die LD50 auf 35 mg/kg Körpergewicht geschätzt.
Paraquat führt zu vielen tödlichen Vergiftungsfällen. Früher kam es als rötlich-braune, geruchlose Lösung in den Handel. Wenn diese in leere Getränkeflaschen umgefüllt wurde, konnte sie mit Cola-Getränken oder Rotwein verwechselt werden. Zudem wird Paraquat häufig bei Suiziden verwendet. Zur Vorbeugung wird Paraquat-Formulierungen seit Mitte der 1970er-Jahre meistens, jedoch nicht immer, ein auffälliger blauer Farbstoff, ein Stoff mit stechendem Geruch sowie ein schnell wirkendes Brechmittel zugesetzt.
Erste Symptome einer Vergiftung mit Paraquat sind häufig ein starkes Brennen im Mund und Hals, Schmerzen im Unterleib, Appetitlosigkeit, Schwindel, Erbrechen und Durchfall. Daneben können Kurzatmigkeit, Herzrasen, Nierenversagen, Schmerzen in der Lunge und Schädigungen der Leber auftreten.

Bei einer Paraquatvergiftung muss eine Sauerstoffgabe gut abgewogen werden, da sie zu einer Fibrosierung der Lunge führt. Ursächlich hierfür ist die Anreicherung von Paraquat im Lungengewebe. Der Sauerstoff regeneriert das Paraquat durch Oxidation und führt gleichzeitig zur Bildung von Wasserstoffperoxid-Radikalen, die vor allem die Lunge, aber auch Leber und Niere schädigen. Aus diesem Grund spielen Antioxidanzien bei der Paraquattoxizität eine herausragende Rolle.
Der deutsche Sachverständigenbeirat Berufskrankheiten empfahl im Herbst 2023 die neue Berufskrankheit „Parkinson-Syndrom durch Pestizide“ anzuerkennen. In der Begründung wird Paraquat ausdrücklich genannt; es sei „unstrittig, dass Paraquat in der Lage ist, nigrale Neuronen zu zerstören“. Dieser Empfehlung folgte die deutsche Regierung am 3. Mai 2024. Eine ältere Metastudie kam 2021 noch zu dem Schluss, dass ein kausaler Zusammenhang mit Morbus Parkinson und Paraquat im Nachweis nicht eindeutig sei, unter anderem, weil der Nachweis sehr komplex sei.
Die auftretenden Symptome nach der Einnahme von Paraquat hängen von der aufgenommenen Menge ab. Die Einnahme kleinerer Mengen führt üblicherweise innerhalb von 2–6 Tagen zu Auswirkungen in den beiden wichtigsten Zielorganen (Nieren und Lunge). In der Literatur wird dies häufig als „mittelschwere bis schwere“ Vergiftung bezeichnet. Die Mortalität in dieser Gruppe liegt immer noch deutlich über 50 %. Zur Erkennung einer solchen Vergiftung können die Kreatinin- und/oder Cystatin-C-Konzentrationen am ersten Tag überwacht werden; diese Werte ermöglichen auch Aussagen über den Langzeitverlauf. Die Hauptwirkung ergibt sich jedoch aus der Anreicherung in der Lunge, wo Lungenzellschäden zu vermindertem Gasaustausch und Beeinträchtigung der Atmung führen. Die Lungenläsion verläuft in zwei Phasen: akuten Alveolitis über 1–3 Tage, gefolgt von sekundärer Fibrose. Der Betroffene entwickelt typischerweise innerhalb von 3–7 Tagen zunehmende Anzeichen einer Atemwegsbeteiligung und stirbt schließlich bis zu 5 Wochen später an schwerer Anoxie infolge der rasch fortschreitenden Fibrose. Es kommt häufig auch zu Leberschäden (Gelbsucht, erhöhte Transaminasen). Allerdings sind weder Nieren- noch Leberschäden die häufigste Todesursache und bei Überlebenden wurden diesbezüglich keine organspezifischen Langzeitfolgen beobachtet.
Aufgrund der unzureichenden Datenlage aus Tier- und Menschenversuchen wurde die Einstufung und Festlegung eines MAK-Werts durch die MAK-Kommission aufgehoben. Zuvor wurde 1973 ein MAK-Wert von 0,1 mg/m3 festgesetzt. Eine erneute Bewertung wurde als nicht prioritär eingeordnet und eine weitere Bearbeitung deshalb ausgesetzt. Die Food Safety Commission of Japan (FSCJ) setzte den ADI-Wert (acceptable daily intake) nach durchgeführter Risikobewertung auf 0,0045 mg/kg fest. Dieser ergab sich durch die Verrechnung des aus Studien ermittelten NOAEL-Werts mit einem Sicherheitsfaktor.
Es existieren verschiedene Therapieansätze zur Behandlung einer akuten Paraquat-Vergiftung, die jedoch einen tödlichen Verlauf dieser bis dato nicht verhindern können. Bekannte Methoden beinhalten Hämoperfusion und Hämodialyse sowie Immunsuppression. Zum anderen konnte die Verabreichung eines Präparats aus NAC, Vitamin C, Salicylaten und Dexamethasone in Tierstudien vielversprechende Ergebnisse zeigen. Häufig erfolgt auch die Gabe von Aktivkohle und Anti-Oxidantien sowie intravenöse Flüssigkeitszufuhr, die aber primär der Linderung von Symptomen dienen.

## Weiteres

### Mordserie in Japan
1985 wurden in Fukuyama und Hiroshima mindestens zwölf Menschen mit Getränken vergiftet, die durch einen unbekannten Täter mit Paraquat vergiftet worden waren. Der Modus Operandi war stets derselbe: Auf der Oberseite von Getränkeautomaten oder im Automaten wurden scheinbar nicht zu beanstandende Getränkedosen zurückgelassen, die durch das darin enthaltene geschmackslose Paraquat ihre Finder töteten.
Nachdem auf diese Art und Weise zwölf Menschen getötet worden waren, wurden durch viele Automatenbetreiber Warnungen an den Automaten befestigt, auf denen dringend davon abgeraten wurde, aus herrenlosen Dosen zu trinken. Nachdem diese Warnungen veröffentlicht worden waren, kam es zu keinen weiteren Vergiftungen. Der oder die Täter wurden nie gefasst.

### Suizidale Verwendung
Nach Schätzungen sterben weltweit jährlich etwa 300 000 Menschen durch absichtliche Einnahme von Pflanzenschutzmitteln, was rund 30 % aller Suizide ausmacht.
In ländlichen Regionen Asiens und Lateinamerikas entfallen bis zu 50 % aller Suizide auf Pestizid-Selbstvergiftungen; in Europa liegt der Anteil unter 5 %.
Paraquat (Wirkstoff in Gramoxone) weist eine besonders hohe Letalitätsrate von etwa 60–75 % auf.
In Südkorea führte das Verbot von Paraquat zwischen 2011 und 2012 zu einem Rückgang der Pestizid-Suizide um 48 % und trug wesentlich zur Senkung der Gesamt-Suizidrate bei.
In Taiwan sank nach dem Verbot 2018 bis 2019 die Zahl der Paraquat-verursachten Suizide um 58 %, ohne dass Suizide durch andere Methoden zunahmen.
Der Ex-Syngenta-Forscher Jon Heylings fordert, Gramoxone (Paraquat) sollten mehr Brechmittel beigemischt werden, um Suizide zu verhindern. Syngenta weist dies zurück und warnt, dass zusätzliche Emesis-Toxizität erhöhen könne.